# Charmosyna margarethae
Charmosyna margarethae là một loài chim trong họ Psittacidae.